# Ice Bucket Challenge
Ice Bucket Challenge, znane również jako ALS Ice Bucket Challenge – spopularyzowana przez środki masowego przekazu zabawa w postaci wyzwania, polegająca na wysypaniu na siebie kostek lodu lub wylaniu zimnej wody (lub przez inną towarzyszącą osobę) oraz nominacji do wyzwania kolejne osoby, które miałyby to zrobić, najczęściej w ciągu 24 godzin od nominacji – na przykład w postaci krótkiego filmu opublikowanego w mediach społecznościowych. Akcja ma na celu zwiększenie świadomości dotyczącej rzadkiej choroby neurodegeneracyjnej – stwardnienia zanikowego bocznego oraz zachęcać do wpłacania pieniędzy na rzecz badań prowadzonych nad tą chorobą. Szczyt popularności zabawy przypadł na połowę 2014 roku.
Wyzwanie spopularyzował Pat Quinn, kanadyjski hokeista oraz jego przyjaciel Pete Frates – amerykański bejsbolista, który pomógł spopularyzować to wyzwanie. Obaj chorowali i zmarli z powodu stwardnienia zanikowego bocznego.
Organizacja ALS Association ocenia, że Ice Bucket Challenge w ciągu kilku lat pozwoliło na całym świecie zebrać łącznie ponad 220 milionów dolarów amerykańskich na cele badań prowadzonych nad stwardnieniem zanikowym bocznym, co wywarło ogromny wpływ na ich postęp.

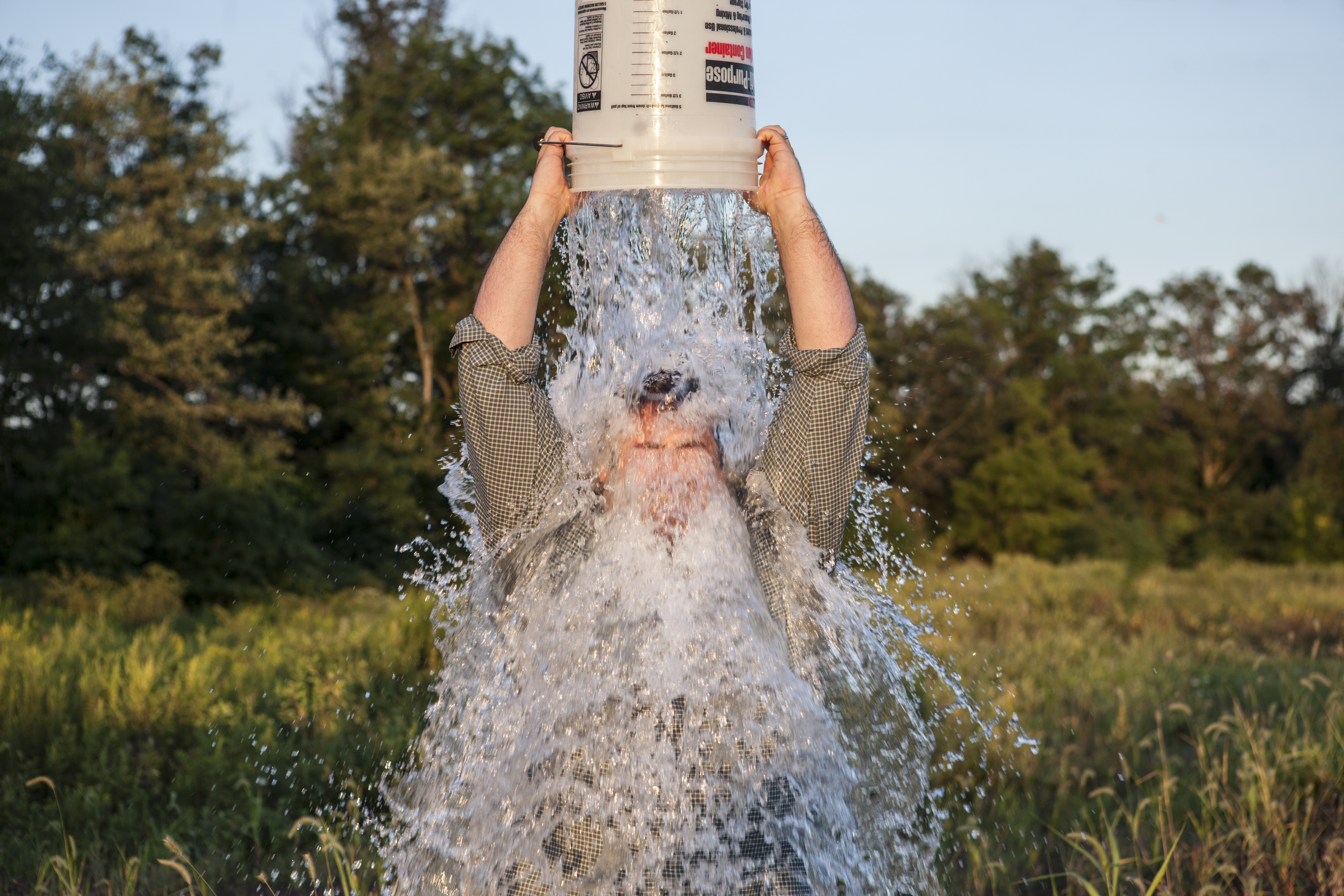
Uczestnik wyzwania Ice Bucket Challenge wylewający na siebie kubeł zimnej wody

## Historia

### Przed akcją
Od około 1991 roku do 2014, w północnym regionie Stanów Zjednoczonych oraz północnym regionie Norwegii popularna była zabawa Cold Water Challenge nieznanego pochodzenia. Polegała ona na nominowaniu do wyzwania ludzi (na przykład swoich znajomych) do wpłacenia datku na cele charytatywne. Według gazety The Wall Street Journal, pionierami tej zabawy byli profesjonalni golfiści, zachęcając do wpłacania datków na cele charytatywne związane ze zwierzętami.

### Ice Bucket Challenge
Inspiracją do wymyślenia przedsięwzięcia Ice Bucket Challenge było wyzwanie golfisty z Arizony – Chrisa Kennedy’ego, który w 2014 roku wylał na siebie kubeł zimnej wody, by dodać otuchy jednemu z członków swojej rodziny, który cierpiał na stwardnienie zanikowe boczne, a następnie nominował żonę tej osoby do podjęcia się wyzwania. Informacja o zapoczątkowanej zabawie dotarła do Pata Quinna. Informację przekazał swojemu przyjacielowi, Pete Fratesowi, który na przekazaną wieść postanowił przyłączyć się do zabawy. Wyzwanie zwróciło uwagę mediów w połowie 2014, kiedy osobistości występujące w programie telewizyjnym „Morning Drive” na kanale Golf Channel na żywo podjęły wyzwanie wylania na siebie kubła zimnej wody.
Do zabawy dołączyło się wielu celebrytów, m.in.: Justin Bieber, Bill Gates, Steven Spielberg, Lady Gaga, Britney Spears, Justin Timberlake, Taylor Swift, Jennifer Lopez czy Jon Bon Jovi.

### Sukces przedsięwzięcia
Szacuje się, że zabawa pozwoliła zebrać łącznie ponad 220 milionów dolarów amerykańskich na całym świecie z około 2,4 miliona filmów opublikowanych w serwisie społecznościowym Facebook.
Dzięki rozgłosowi zabawy, organizacja Muscular Dystrophy Association, która również zbiera pieniądze na walkę ze stwardnieniem zanikowym bocznym, przerwała serię cyklicznie odbywających się teletonów charytatywnych po 2014 roku, uważając Ice Bucket Challenge za znacznie łatwiejszy sposób realizacji swojego celu przez organizowane akcje charytatywne.
W roku 2017 Frates opublikował książkę „Pete Frates and the Fight against ALS: The Ice Bucket Challenge” o samym sobie, swojej chorobie oraz zabawie, którą pomógł spopularyzować. Połowa dochodów ze sprzedaży książki trafiła do jego rodziny, by wspomóc ją finansowo w związku z wydatkami na jego leczenie.
Pieniądze zebrane dzięki przedsięwzięciu do 2023 roku pozwoliły na sfinansowanie odkrycia pięciu nowych genów związanych ze stwardnieniem zanikowym bocznym oraz opracować zatwierdzony przez Agencję Żywności i Leków lek doustny spowalniający postępowanie choroby.

## Zasady wyzwania
Nominowana osoba do wyzwania w ciągu 24 godzin zobowiązuje się nagrać i opublikować w mediach społecznościowych własny film, na którym wysypuje na siebie kostki lodu lub wylewa zimną wodę. Na nagraniu powinni ogłosić przyjęcie wyzwania oraz przygotować wiadro z lodem lub wodą, a następnie wysypać lub wylać jego zawartość na siebie, lub poprosić o to osobę towarzyszącą. Po ukończeniu wyzwania taka osoba powinna nominować przynajmniej 3 kolejne osoby do wzięcia udziału w zabawie.
W przypadku niepodjęcia się wyzwania, osoba nominowana zobowiązuje się do wpłacenia stu dolarów na dowolną lub wskazaną przez nominującego organizację prowadzącą działalność związaną ze stwardnieniem zanikowym bocznym. Wpłaty można dokonać również przy dołączeniu do zabawy i ukończeniu wyzwania.

## Krytyka
Przedsięwzięcie spotkało się z szeroką krytyką: zabawie zarzucano m.in. przesłonięcie uczestnikom jej celu przez rozrywkę płynącą z wyzwania. Zarzucono jej także problem zjawiska nazwanego sygnalizowaniem cnoty (ang. virtue signalling).
W sierpniu 2014 ALS Association zakomunikowało o złożeniu wniosku o udzieleniu prawa ochronnego na znak towarowy w związku z popularyzowaną wtedy akcją Ice Bucket Challenge. Organizacja składająca wniosek wycofała go po spotkaniu się z dezaprobatą wobec tego pomysłu.

### Znaczenie celu zbiórki
Jak dostrzega serwis vox.com, łączna wysokość zbiórki jest nieproporcjonalna do rzadkości choroby, której jest celem. Według redaktorki Julii Belluz większe znaczenie w dziedzinie medycyny miałaby zbiórka na leczenie w krajach rozwijających się, niż na rozwój badań nad rzadkimi chorobami. Podobną opinię wyraził William MacSkill, wiceprezes altruistycznej organizacji Giving What We Can.

### Przeznaczenie zebranych pieniędzy
Emerytowany obecnie zapaśnik Lance Storm dwukrotnie odrzucił nominację do wyzwania oraz na swojej stronie internetowej opublikował notkę ze stwierdzeniem, że pieniądze przekazane Stowarzyszeniu ALS w większości przekazywane są na promocję stowarzyszenia, a reszta trafia do tzw. spisku Big Pharma, która już prowadzi badania nad stwardnieniem zanikowym bocznym i dlatego „zawyża swoje i tak wystarczająco wysokie zyski”. Dodał również, że lepiej byłoby przekazać te pieniądze bezpośrednio pacjentom cierpiącym na ALS, niż przekazywać je organizacjom. Niedługo później ALS Association odpowiedziało na tego typu i podobną krytykę, przedstawiając fakty dotyczące działania organizacji.
Członkowie ruchów antyaborcyjnych, takich jak Live Action sprzeciwiają się darowiznom na rzecz ALS Association, ponieważ do badań nad stwardnieniem zanikowym bocznym wykorzystywane są zarodkowe komórki macierzyste. Natomiast grupy aktywistów takie jak Family Research Council zarekomendowały, aby uczestnicy zabawy przekazywali darowizny na rzecz organizacji takich jak Midwest Stem Cell Therapy Center, Mayo Clinic czy John Paul II Medical Research Institute, które prowadzą badania kliniczne z użyciem dorosłych komórek macierzystych.
Organizacja PETA poddała krytyce ALS Association twierdząc, że pieniądze zebrane dzięki zabawie zostaną wykorzystane do finansowania „archaicznych i bolesnych testów na zwierzętach”. Ponadto celebryci tacy jak Russell Simmons, Pamela Anderson czy Grimes skrytykowali organizację z podobnego powodu.

### Właściwy cel wyzwania
Osobowość telewizyjna Steve-O zwątpił w przedsięwzięcie kiedy zauważył, że w filmach celebrytów podejmujących wyzwanie zabrakło informacji o przekazaniu darowizny na badania związane ze stwardnieniem zanikowym bocznym oraz przekazana kwota była zbyt mała w stosunku do majątków, jakie posiadają. Zauważył również, że z grona ludzi znanych o właściwym celu podejmowanego wyzwania wspomnieli wyłącznie Bill Gates oraz Charlie Sheen. Podobną krytykę podjęły redakcje czasopism Time oraz Vice.

### Marnotrawstwo wody
Metereolog Jason Samenow oszacował, że w szczytowym momencie popularności zabawy w 2014 roku, wyłącznie na jej cele zużyto około 5 milionów galonów wody, zakładając, że na każdy z około 1,2 miliona nagranych filmów z podjętym wyzwaniem, średnio zużyto 4 galony wody na film.
W styczniu 2014 ówczesny gubernator Kalifornii, Jerry Brown ogłosił, że Kalifornia znajduje się w stanie suszy, prosząc mieszkańców o oszczędzanie wody w miarę możliwości. Susza trwała w czasie największej popularności wyzwania, przez co jego podejmowanie było krytykowane przez krajowe media, m.in. The Atlantic Monthly. W tym samym czasie w wielu regionach ChRL, m.in. w prowincji Henan – ważnego regionu rolniczego, również panowała susza, i podobnie władze prowincji sprzeciwiały się propagowaniu podejmowania się wyzwania.
Mając świadomość marnotrawstwa wody zdatnej do picia, celebryci tacy jak Carole King wykorzystali strumień wody, zwracając ją naturze lub wodę opadową.

### Zagrożenie dla zdrowia i życia
W szczytowym momencie popularności wyzwania w 2014 roku, lekarz Brian O’Neill wystosował publiczne ostrzeżenie o zagrożeniach płynących z udziału w zabawie, m.in. utratę przytomności przez nieprawidłową reakcję nerwu błędnego (zwłaszcza u ludzi zażywających leki na nadciśnienie tętnicze).
Wielu uczestników zabawy doznało obrażeń ciała w wyniku nieostrożności podczas trzymania naczynia z wodą lub lodem, a w skrajnych przypadkach zdarzyły się wypadki śmiertelne, w tym z powodu wstrząsu termicznego.